# Marek Lehnert
Marek Lehnert (ur. 19 lipca 1950, zm. 28 marca 2020 w Rzymie) – polski dziennikarz prasowy i radiowy, wieloletni korespondent Polskiego Radia w Rzymie, watykanista.

## Życiorys
Ukończył studia polonistyczne na Uniwersytecie Warszawskim; po wygraniu w 1970 konkursu na reportaż „Tygodnika Powszechnego” współpracował z nim do roku 2000, od 1975 mieszkając stale w Rzymie. W latach 1980–1984 pracował w polskojęzycznej wersji gazety „L’Osservatore Romano”, do 1993 był watykańskim korespondentem Radia Wolna Europa, a od 1994 do 28 lutego 2017 – korespondentem Polskiego Radia w Rzymie.
Razem z Andrzejem Drzycimskim napisał Osiem dni w Polsce (wyd. Editions Spotkania, 1984) – książkę o drugiej pielgrzymce Jana Pawła II do Polski, którą odbył w dniach 16–23 czerwca 1983. Wydał też zbiory poezji w języku polskim i włoskim.
Postanowieniem prezydenta Aleksandra Kwaśniewskiego z 8 września 2003 został odznaczony Srebrnym Krzyżem Zasługi za zasługi w działalności radiowej.
W 2019 wydał książkę pt. Korespondent. Przełomowe wydarzenia, kulisy niezwykłych spotkań, tajemnice życia w Watykanie (Wydawnictwo Znak, Kraków 2019) ISBN 978-83-240-5813-6.